# Hygrohypnum bestii
Hygrohypnum bestii là một loài rêu trong họ Amblystegiaceae. Loài này được Renauld & Bryhn Broth. mô tả khoa học đầu tiên năm 1908.